# HMS Albemarle (1901)
«Альбемарль» (англ. HMS Albemarle (1901) — британський пре-дредноут типу «Дункан» часів Першої світової війни, п'ятий корабель Королівського флоту Великої Британії з таким ім'ям на честь Джорджа Монка, герцога Альбемарль, видатного англійського флотоводця й адмірала, архітектора Реставрації королівської влади в Англії.

## Історія створення
«Альбемарль» був закладений 10 липня 1899 року на корабельні Chatham Dockyard в Чатемі. 21 березня 1901 року він був спущений на воду, а 8 жовтня 1903 року увійшов до складу Королівського флоту Великої Британії.

## Історія служби
Кар'єра «Альбемарля» була досить спокійною. Перші роки своєї служби, з 1903 по 1905 рік, пре-дредноут провів на Середземноморському флоті, згодом його перевели до Флоту Каналу. У 1907 році переведений до складу Атлантичного флоту; на початку 1910 року перейшов до Домашнього флоту спочатку у складі 4-ї бойової ескадри, а потім 6-ї бойової ескадри.

### Перша світова війна
На серпень 1914 року, коли почалася Перша світова війна, спочатку передбачалося, що «Альбемарль» і лінкори «Агамемнон», «Корнуолліс», «Дункан», «Ексмут», «Рассел» і «Вендженс» сформують 6-ту бойову ескадру і будуть служити у флоті Каналу, де вони повинні були патрулювати Ла-Манш і прикривати передислокацію британського експедиційного корпусу до Франції. Проте також існували плани щодо приєднання 6-ї бойової ескадри до Великого флоту, і коли почалася війна, головнокомандувач Великим флотом адмірал сер Джон Джелліко попросив, щоб «Альбемарль» та чотири вцілілі однотипні кораблі типу «Дункан» («Корнуолліс», «Дункан», «Ексмут» і «Рассел») перевели до 3-ї бойової ескадри Великого флоту для патрулювання, щоб заповнити нестачу крейсерів Великого флоту. Відповідно, 6-та бойова ескадра була тимчасово скасована, і 8 серпня 1914 року «Альбемарль» приєднався до 3-ї бойової ескадри в Скапа-Флоу і діяв з крейсерами Великого флоту в Північному патрулі.
«Альбемарль» та чотири пре-дредноути типу «Дункан», а також лінійні кораблі класу «Кінг Едвард VII» були тимчасово передані флоту Каналу 2 листопада 1914 року, щоб підсилити цей флот перед загрозою німецького Імперського флоту в районі дії флоту Каналу. Наступного дня німецький флот здійснив рейд на Ярмут; у той час «Альбемарль» та решта 3-ї ескадри були розсіяні на Північному патрулі, і тому не змогли вчасно відреагувати на німецьку атаку. 13 листопада 1914 року кораблі класу «Кінг Едуард VII» повернулися до Великого флоту, але «Альбемарль» та інші «Дункани» залишилися у флоті Каналу, де 14 листопада 1914 року сформували 6-ту бойову ескадру. Ця ескадра отримала місію здійснення артилерійських обстрілів баз німецьких підводних човнів на узбережжі Бельгії. 14 листопада 1914 року кораблі перевели до Дувра. Однак через відсутність протичовнового захисту в Дуврі, особливо після того, як протичовнові загородження в гавані було знищено внаслідок шторму, ескадра повернулася до Портленда 19 листопада. Ескадрі визначили завдання захисту від спроби німецького флоту висадити війська вторгнення на Британські острови.
У листопаді 1915 року «Альбемарль» отримав наказ перейти до Середземного моря з дивізією 3-ї бойової ескадри, до складу якої також входили лінкори «Гіберніа» (флагман), «Нью Зіланд» і «Рассел». Кораблі вийшли зі Скапа-Флоу 6 листопада 1915 року, але зіткнулися з надзвичайно суворою погодою тієї ночі в Пентленд-Ферт. «Альбемарль», важко навантажений запасними боєприпасами, зазнав серйозних пошкоджень рано 7 листопада в бурхливому морі, його носовий міст змило, убивши весь персонал мосту. Передня надбудова також була сильно постраждала через непогоду.
Пізніше корабель відправили до Мурманська в Росії для охорони та виконання криголамних обов'язків протягом більшої частини 1916 року. Повернувшись до Англії, «Альбемарль» пройшов ремонт і до кінця війни перебував у резерві. Знятий з експлуатації у квітні 1919 року, він був розібраний у 1920 році.